# Хорхе Карраскоса
Хорхе Карраскоса (ісп. Jorge Carrascosa, нар. 15 серпня 1948, Валентин-Альсіна, провінція Буенос-Айрес, Аргентина) — аргентинський футболіст, який грав на позиції лівого захисника.

## Клубна кар'єра

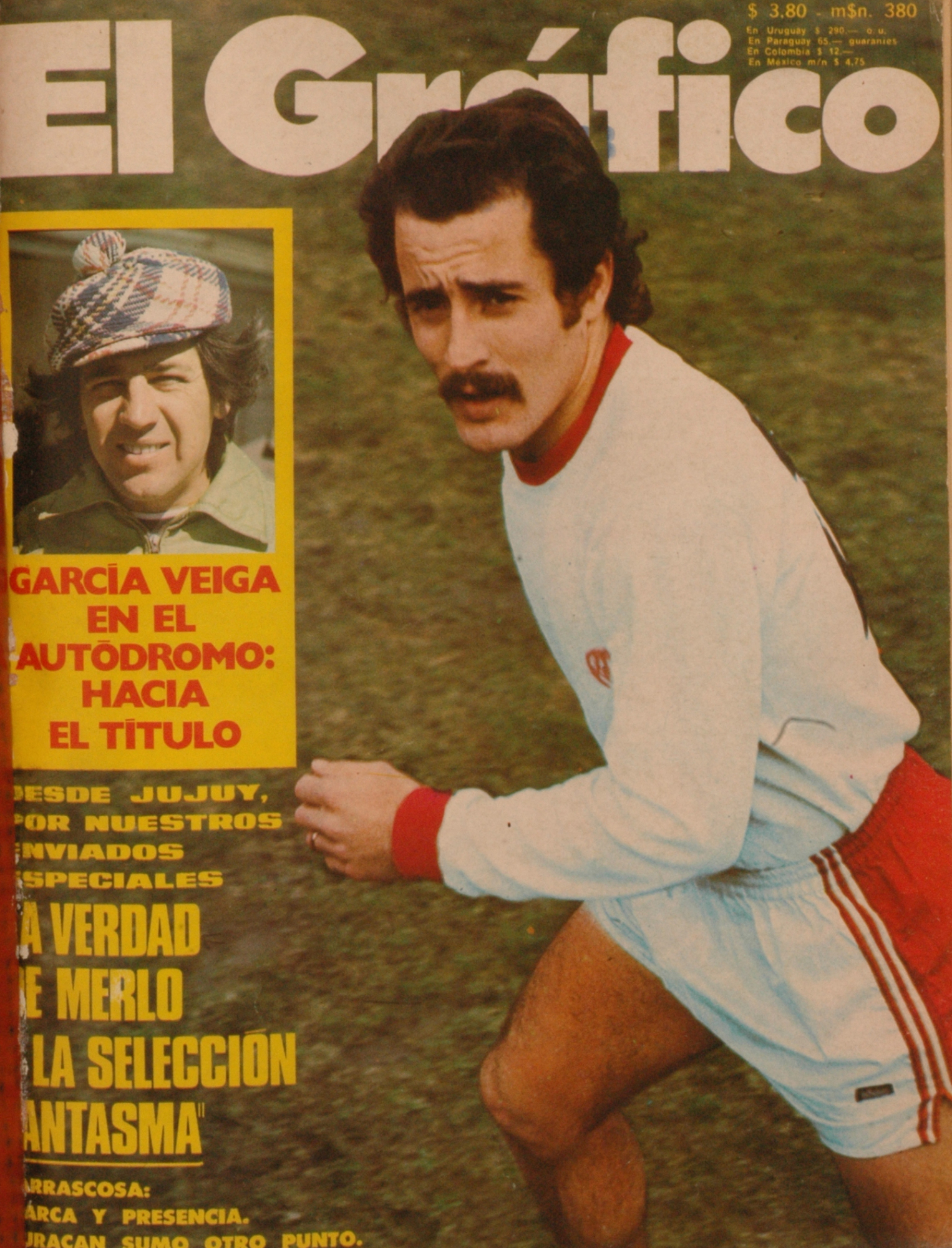
Хорхе Карраскоса у футболці «Уракану» (1973 рік).

Народився 1948 року в містечку Валентин-Альсіна (провінція Буенос-Айрес). Футболом розпочав займатися в клубі «Банфілд». Протягом трьох років грав за «Банфілд» у вищому та першому дивізіонах чемпіонату Аргентини, а в 1969 році прийняв пропозицію перейти в «Росаріо Сентраль».
У сезоні 1970 року вже виступав за «Росаріо Сентраль». Наступного року команда під керівництвом Анхеля Лабруни, колишнього гравця зоряного складу «Рівер Плейта», виграла чемпіонат Аргентини (Торнео Насьональ), обігравши в фіналі (2:1) «Сан-Лоренсо». Це чемпіонство ознаменувало початок успішного 20-річного періоду боротьби за високі місця в Прімері, а також завершення періоду боротьби за збереження місця в еліті аргентинського футболу. Хорхе Карраскоса виступав за «Росаріо Сентраль» до 1972 року, за цей час зіграв 88 матчів у чемпіонаті Аргентини, в яких відзначився 3-а голами.
У 1973 році Хорхе вирішив змінити клуб та перейшов до «Уракану» з Буенос-Айреса. В «Уракані», клубу з багатою історією, але з невеликою кількістю трофеїв, швидко став одним з провідних гравців і під керівництвом Сесара Луїса Менотті виграв єдиний для клубу чемпіонат Аргентини. Серед головних зірок тієї команди виділялися Карлос Бабінгтон, Мігель Бріндісі та Рене Гаусман. «Уракан» виграв Чемпіонат Метрополітано 1973 року, випередивши завдяки очній перемозі «Бока Хуніорс». Однак після здобуття чемпіонства Менотті залишив «Уракан», а наступного року очолив національну збірну Аргентини. Після відходу Сесара Луїса результати «Уракана» почали погіршуватися. Хорхе ж виступав у команді до 1979 року, після чого вирішив завершити кар'єру футболіста. За період з 1973 по 1979 рік зіграв 287 матчів у чемпіонаті Аргентини.

## Кар'єра в збірній
У 1974 році головний тренер аргентинської збірної Владислао Кап викликав  Карраскосу для участі на чемпіонаті світу в Німеччині. На цьому турнірі не грав у кваліфікаційному раунді та в першому поєдинку групового етапу. В другому матчі проти Бразилії вийшов на поле на 46-й хвилині, замінивши Франсиско Са, але не зміг допомогти аргентинця уникнути поразки (1:2) та зберегти шанси на подальші виступи на мундіалі. У третьому поєдинку, який вже не мав турнірного значення, вийшов на поле в стартовому складі проти збірної НДР (1:1). Останній матч на міжнародному рівні зіграв 1977 року. Після цього до збірної Аргентини не викликався, оскільки критикував військову хунту в Аргентині (керувала країною з 1976 по 1983 рік, жертвами репресій військових стали щонайменше 50 000 осіб), через що не поїхав на чемпіонат світу 1978 року. У період з 1970 по 1977 рік зіграв 30 матчів у національній команді, в яких відзначився 1 голом.

## Статистика виступів

### Клубна
| «Банфілд» Аргентина |                   |                   |     |   |   |   |    |     |     |   |
| 1.ª | М-1967            | 11                | 0   | - | - | - | -  | 11  | 0   |   |
| 1.ª | М-1968            | 5                 | 0   | - | - | - | -  | 5   | 0   |   |
| 1.ª | М-1969            | 36                | 0   | 2 | 0 | - | -  | 38  | 0   |   |
| Усього за клуб | Усього за клуб    | 52                | 0   | 2 | 0 | 0 | 0  | 54  | 0   |   |
| «Росаріо Сентраль» Аргентина |                   |                   |     |   |   |   |    |     |     |   |
| 1.ª | М-1970            | 11                | 0   | 6 | 0 | - | -  | 17  | 0   |   |
| 1.ª | Н-1970            | 22                | 0   | - | - | - | -  | 22  | 0   |   |
| 1.ª | М-1971            | 29                | 2   | - | - | 5 | 1  | 34  | 3   |   |
| 1.ª | Н-1971            | 6                 | 0   | - | - | - | -  | 6   | 0   |   |
| 1.ª | М-1972            | 10                | 0   | - | - | - | -  | 10  | 0   |   |
| 1.ª | Н-1972            | 10                | 1   | - | - | - | -  | 10  | 1   |   |
| Усього за клуб | Усього за клуб    | 88                | 3   | 6 | 0 | 5 | 1  | 99  | 4   |   |
| «Уракан» Аргентина |                   |                   |     |   |   |   |    |     |     |   |
| 1.ª | М-1973            | 32                | 0   | - | - | - | -  | 32  | 0   |   |
| 1.ª | Н-1973            | 15                | 0   | - | - | - | -  | 15  | 0   |   |
| 1.ª | М-1974            | 11                | 0   | - | - | 7 | 0  | 18  | 0   |   |
| 1.ª | Н-1974            | 17                | 0   | - | - | 4 | 0  | 21  | 0   |   |
| 1.ª | М-1975            | 33                | 0   | - | - | - | -  | 33  | 0   |   |
| 1.ª | Н-1975            | 3                 | 0   | - | - | - | -  | 3   | 0   |   |
| 1.ª | М-1976            | 19                | 0   | - | - | - | -  | 19  | 0   |   |
| 1.ª | Н-1976            | 19                | 0   | - | - | - | -  | 19  | 0   |   |
| 1.ª | М-1977            | 40                | 0   | - | - | - | -  | 40  | 0   |   |
| 1.ª | Н-1977]           | 11                | 0   | - | - | - | -  | 11  | 0   |   |
| 1.ª | М-1978            | 40                | 0   | - | - | - | -  | 40  | 0   |   |
| 1.ª | Н-1978            | 15                | 0   | - | - | - | -  | 15  | 0   |   |
| 1.ª | М-1979            | 18                | 0   | - | - | - | -  | 13  | 1   |   |
| 1.ª | Н-1979            | 14                | 0   | - | - | - | -  | 15  | 0   |   |
| Усього за клуб | Усього за клуб    | 287               | 0   | 0 | 0 | 0 | 0  | 287 | 0   |   |
| Загалом у кар'єрі | Загалом у кар'єрі | Загалом у кар'єрі | 427 | 3 | 8 | 0 | 16 | 0   | 451 | 3 |
| (1) Включаючи дані з кубку Аргентини (1969, 1970). (2) Включаючи дані з кубку Лібертадорес (1971, 1974). (3) Без урахування голів у товариських матчах. |                   |                   |     |   |   |   |    |     |     |   |

### У збірній
| Збірна    | Рік     | Товариські | Товариські | Мундіаль | Мундіаль | Загалом | Загалом |
| Збірна    | Рік     | Іг         | Г          | Іг       | Г        | Іг      | Г       |
| --------- | ------- | ---------- | ---------- | -------- | -------- | ------- | ------- |
| Аргентина | 1970    | 1          | 0          | -        | -        | 1       | 0       |
| Аргентина | 1974    | 3          | 0          | 2        | 0        | 5       | 0       |
| Аргентина | 1975    | 1          | 0          | -        | -        | 1       | 0       |
| Аргентина | 1976    | 10         | 0          | -        | -        | 10      | 0       |
| Аргентина | 1977    | 9          | 1          | -        | -        | 9       | 1       |
| Загалом   | Загалом | 27         | 1          | 2        | 0        | 29      | 1       |

## Досягнення
«Росаріо Сентраль»
- Прімера Дивізіон Аргентини
  -  Чемпіон (1): 1971 (Насьйональ)

«Уракан»
- Прімера Дивізіон Аргентини
  -  Чемпіон (1): 1973 (Метрополітано)